# Clã de Oujda

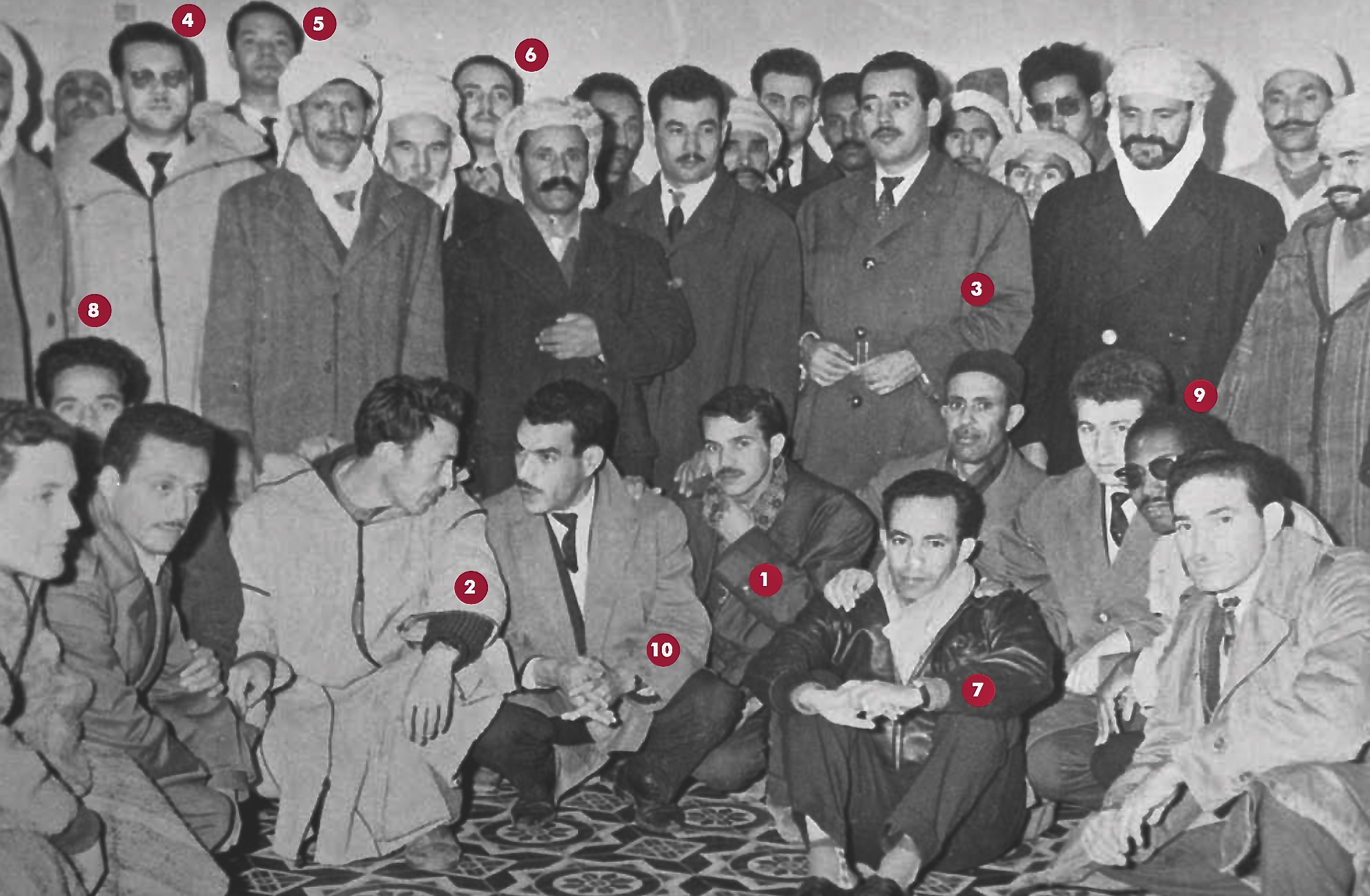
Grupo de Oujda em 1958, pelo número na imagem:1-Comandante Bouteflika(alias Abdelkader El Mali).2-Coronel Boukharouba (alias Boumédiène).3-Coronel Ali Kafi.4-Coronel Boussouf (alias Si Mabrouk).5-Coronel Mostafa Benaouda.6-Coronel Boudghène (alias Lotfi).7-Comandante Rouai (alias Toufik)8-Comandante Rachid (alias Mostghalemi)9-Embaixador Laâla.10-Mohamed Boudaoud (alias Mensour).Ao fundo: militantes

O Grupo de Oujda ou clã de Oujda foi um grupo de oficiais militares e políticos na Argélia que operou durante a Guerra da Independência (1954-1962). Na sequência da independência da Argélia, o grupo de Oujda dominou a política argelina após a crise argelina do verão de 1962.

## História
O grupo de Oujda foi formado em torno do coronel Houari Boumédiène, destacado na cidade marroquina de Oujda. Mais tarde, ele se tornaria chefe de gabinete do Armée de libération nationale (ALN), que era o braço armado da Frente de Libertação Nacional (FLN), a principal organização nacionalista que lutava contra o controle colonial francês sobre a Argélia.
Como chefe de gabinete, Boumédiène entrou em conflito com o governo no exílio da FLN, o Governo Provisório da República Argelina (GPRA), que no final da guerra tentou destitui-lo. Ele então apoiou uma aliança de políticos da FLN contra o governo provisório pós-independência do GPRA e marchou com o Armée de libération nationale em direção a Argel para ocupá-la. O GPRA foi apoiado pelo Wilaya III (Kabylia) e pelo Wilaya IV (Algérois), e o grupo Oujda foi apoiado pelo exército de fronteira. O exército de fronteira derrotou o GPRA e entrou em Argel em 9 de setembro de 1962. Ahmed Ben Bella tornou-se presidente e Boumédiène ministro da Defesa. Nesta função, Boumédiène continuou a exercer uma poderosa influência sobre o regime, através do exército argelino. Para garantir seu domínio sobre o exército, ele começou a promover e apoiar seus velhos amigos e colegas dos anos Oujda. Esses homens e sua comitiva ficariam conhecidos como Grupo Oujda, formando uma poderosa facção pró-Boumédiène dentro das fileiras políticas e militares do estado de partido único, mas por sua vez dependente dele para seus cargos.
Após o aumento da tensão entre os dois homens e seus apoiadores, Ben Bella em 1965 confrontou Boumédiène ao tentar demitir seu colaborador próximo, o ministro das Relações Exteriores Abdelaziz Bouteflika, e ao anunciar que logo retribuiria responsabilidades dentro do exército. Boumédiène reagiu realizando um golpe militar, no qual Ben Bella "desapareceu" (anos depois, foi libertado após ter sido mantido isolado em prisão domiciliar) e assumindo pessoalmente o controle do país por meio de uma junta militar. Seus associados de Oujda agora se tornaram o pilar de seu regime, mas conforme Boumédiène aumentava seu poder, a maioria dos membros do clã foram gradualmente expurgados.
Ainda assim, uma "velha guarda" definida de forma mais geral, incluindo alguns dos homens de Oujda, continuaria a exercer influência após a morte de Boumédiène em 1978, sobre seu sucessor Chadli Bendjedid. Bendjedid conscientemente se esforçou para marginalizar esses homens e substituí-los por seus próprios partidários. Esta política tornou-se informalmente conhecida como desboumédiènização. O início da década de 1980, portanto, marcou o fim de tudo o que restava do clã de Oujda como uma facção (um tanto) coesa na política argelina, mesmo que os "conservadores" da FLN que favoreciam as políticas ao estilo de Boumédiène continuassem a desafiar Chadli por dentro até serem finalmente expurgados após os motins de outubro de 1988.
Em 1999, um velho fiel do clã de Oujda, o ex-ministro das Relações Exteriores Abdelaziz Bouteflika (que, coincidentemente, nasceu em Oujda), fez um retorno inesperado, vencendo as eleições presidenciais argelinas. Ele havia sido condenado por corrupção em 1981, logo após a tomada de poder de Chadli, no que foi considerado um dos passos mais importantes da desboumédiènização, e em 1983 foi para o exílio. Bouteflika foi reeleito para um segundo mandato em 2004 e, em seguida, para um terceiro mandato em 2009 e um quarto mandato em 2014.